# Petronsaari (ö i Norra Karelen, Joensuu, lat 63,14, long 29,02)
Petronsaari är en ö i Finland. Den ligger i sjön Petrojärvi och i kommunen Juga i den ekonomiska regionen  Joensuu ekonomiska region  och landskapet Norra Karelen, i den centrala delen av landet, 400 km nordost om huvudstaden Helsingfors. Öns area är 0,9 hektar och dess största längd är 120 meter i sydväst-nordöstlig riktning.